# Černíč (Hradešice)
Černíč (německy Tschernitsch, též Černetz tzv. Czernetz) je malá vesnice, část obce Hradešice v okrese Klatovy v Plzeňském kraji. Nachází se asi 1,5 kilometru jihozápadně od Hradešic. Černíč leží v katastrálním území Černíč u Hradešic o rozloze 4,3 km². Jižně od vesnice protéká Černíčský potok.

## Historie
První písemná zmínka o vesnici pochází z roku 1377.

## Obyvatelstvo
| Rok            | 1869 | 1880 | 1890 | 1900 | 1910 | 1921 | 1930 | 1950 | 1961 | 1970 | 1980 | 1991 | 2001 | 2011 | 2021 |
| -------------- | ---- | ---- | ---- | ---- | ---- | ---- | ---- | ---- | ---- | ---- | ---- | ---- | ---- | ---- | ---- |
| Počet obyvatel | 220  | 216  | 203  | 198  | 214  | 217  | 194  | 150  | 137  | 131  | 114  | 98   | 108  | 72   | 59   |
| Počet domů     | 31   | 31   | 29   | 32   | 31   | 32   | 34   | 35   | 33   | 31   | 26   | 30   | 33   | 33   | 33   |

## Obecní správa
Při sčítání lidu v letech 1850–1963 Černíč byl samostatnou obcí, se kterým patřil nejprve do okresu Strakonice, ale v roce 1950 v okrese Horažďovice. Od roku 1964 je částí obce Hradešice v okrese Klatovy. V letech 1850–1909 k obci patřily Vlkonice.

## Pamětihodnosti
- Kaple
- Venkovská usedlost čp. 10